# 聖多馬座堂

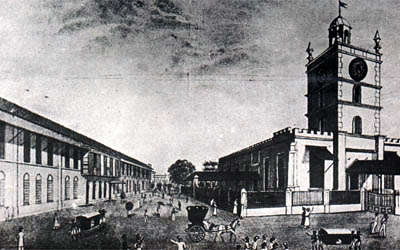
早年的聖多馬座堂

聖多馬座堂（St. Thomas Cathedral, Mumbai）是印度孟买的第一座圣公会教堂，建于1718年，以提高当时正在成长的英国居留地的道德水准。它位于靠近植物喷泉的地方。许多英国人都安葬在这里。
現在是北印度聯合教會在孟买的座堂。

这座主教座堂在2004年获得聯合國教科文組織亞太區文物古蹟保護獎优异项目奖。